# Santa María Temaxcalapa (Oaxaca)
Santa María Temaxcalapa es una localidad del estado mexicano de Oaxaca. Es cabecera del municipio de Santa María Temaxcalapa.

## Demografía
| Censo | Población |
| ----- | --------- |
| 1900  | 586       |
| 1910  | 585       |
| 1921  | 601       |
| 1930  | 616       |
| 1940  | 679       |
| 1950  | 741       |
| 1960  | 779       |
| 1970  | 702       |
| 1980  | 827       |
| 1990  | 885       |
| 1995  | 933       |
| 2000  | 958       |
| 2005  | 903       |
| 2010  | 968       |
| 2020  | 903       |